# Trennkost
Trennkost ist eine von William Howard Hay zu Beginn des 20. Jahrhunderts entwickelte Ernährungsform, bei der hauptsächlich protein- und  kohlenhydrathaltige Lebensmittel nicht gleichzeitig bei einer Mahlzeit gegessen werden. Es handelt sich um eine Diät, die von vielen als Methode zur Gewichtsreduktion angesehen wird. Nach der „Trennkostlehre“ darf generell fast alles gegessen werden, nur wenige Lebensmittel werden ausgenommen, z. B. Hülsenfrüchte. Es werden weder die Mengen noch die zugeführte Nahrungsenergie erfasst. Die der Trennkost zugrunde liegenden Theorien sind medizinisch aber mittlerweile widerlegt. In Deutschland wurde die Trennkost vor allem durch den Arzt Heinrich Ludwig Walb (1907–1992) bekannt gemacht.

## Theorie
Entwickelt wurde das Prinzip der Trennkost von William Howard Hay (1866–1940), einem New Yorker Arzt, im Jahr 1907. Hay wurde auch durch seine radikale Kritik am Prinzip der Impfung bekannt. Er ging davon aus, dass die Ursache aller Zivilisationskrankheiten in einer Übersäuerung (Azidose) des Körpers liege, die vor allem durch die gemeinsame Aufnahme von Proteinen und Kohlenhydraten hervorgerufen werde. Hay postulierte, der Mensch könne beide Nährstoffe nicht gleichzeitig verdauen. Die Folge seien Gärungsprozesse im Dünndarm. Da Hülsenfrüchte sowohl Proteine als auch Kohlenhydrate enthalten, seien sie als Lebensmittel ungeeignet. Allerdings trifft dies auch auf eine Reihe anderer Nahrungsmittel zu, die die Trennkost dennoch zulässt.
Die Verdauungsprozesse sollen laut Hay bei einer Trennung störungsfrei ablaufen, da die beteiligten Enzyme so besser an die Nahrung andocken könnten. Weil das Enzym Ptyalin die volle Wirkung bei der Stärkeaufspaltung entfalte, werde die Stärke besser in Zwischenprodukte wie Maltose aufgespalten. Ebenso entfalte das Enzym Pepsin die volle Wirkung bei der Proteinaufspaltung. Das wiederum führe zu einer schnelleren Darmentleerung.
Die Trennkost nach Hay soll das Säure-Basen-Gleichgewicht im Körper regulieren. Hay ging von einer Übersäuerung des Körpers bei „falscher“ Ernährung aus. Nach seinen Richtlinien besteht die Ernährung zu 80 Prozent aus Basenbildnern (Obst, Gemüse, Vollkorngetreide, Mandeln) und nur zu 20 Prozent aus Säurebildnern (Milchprodukte, Fleisch, Fisch, Käse, Weißmehl und Zucker). Außerdem gibt es neutrale Lebensmittel (Butter, kaltgepresste Öle), die mit beiden Gruppen kombiniert werden können. Zwischen den Mahlzeiten soll eine Pause von drei bis vier Stunden liegen.
Zu der Zeit, als Hay seine Diät entwickelte, litt er an einer ernsthaften Nierenkrankheit (Schrumpfniere) und Übergewicht. Mit Hilfe der Trennkost konnte er seinen Harnsäurespiegel senken und die Krankheit überwinden. Seine Ernährungsempfehlungen formulierte er jedoch nicht für Nierenkranke, sondern übertrug sie auf alle Menschen. Er behauptete auch, diese Ernährungsform sei in der Lage, zahlreiche Zivilisationskrankheiten zu heilen, die nach seiner Ansicht durch eine „Missachtung der Naturgesetze“ hervorgerufen würden.
Trennkost-Befürworter argumentieren, dass durch die Trennkost die Gesundheit verbessert werden könne. Es wird von einer möglichen Gewichtsabnahme, Verbesserung des Stuhlgangs sowie Verschwinden oder Linderung von Darm- und Magenproblemen berichtet. Seitens der Wissenschaft werden diese auch von Vegetariern bekannten Phänomene mit der Umstellung auf vorrangig vegetarische Kost erklärt.
Hay empfiehlt, Kohlenhydrate morgens und abends und Proteine mittags zu essen.
Die drei Gruppen der Trennkost:
- Zu den neutralen Lebensmitteln zählen Gemüse, Salate, Avocados, Heidelbeeren, Melonen, Fette, wie Öle, wenige Milchprodukte mit mindestens 60 % Fett, Erdnüsse (obwohl diese keine Nüsse sind, sondern Hülsenfrüchte) und Pilze.

- Zur Proteingruppe zählen Fleisch, Fisch auch Meeresfrüchte, alle Milchprodukte mit einem Fettanteil unter 50 %, Milch, Sauermilchprodukte Joghurt, Quark, Käse, Frischkäse, Weichkäse, Sojaprodukte wie Tofu, die meisten Früchte und Nüsse sowie Eier.

- Zur Kohlenhydratgruppe gehören Brot und Kuchen aller Art, Weizenmehlprodukte, Roggen, Knäckebrot, Schwarzbrot, Pumpernickel, Weißbrot usw. Nudeln, Kartoffeln, Reis, Süßungsmittel (Zucker, brauner Zucker, Honig, Ahornsirup) und Bananen.

Die Zusammenstellung der Mahlzeiten erfolgt mit Hilfe spezieller Tabellen. Wer die Trennungsregeln befolgt, wird schnell feststellen, dass bekannte „Dickmacher“ wie Hamburger, Currywurst mit Pommes frites, Schweinsbraten mit Kloß, Ragù alla bolognese, Spaghetti Bolognese usw. Kombinationen aus Kohlenhydraten und Proteinen sind und demnach wegfallen. Der Schwerpunkt der Trennkost liegt häufig auf vegetarischen Produkten, der aufgenommene Fettanteil ist relativ niedrig. Dies hängt jedoch davon ab, wie der Trennkost-Speiseplan konkret umgesetzt wird.
Es sollte auch nicht vergessen werden, dass viele Lebensmittel sowohl Proteine als auch Kohlenhydrate enthalten, z. B. Kartoffeln, Getreide, Nüsse etc. – was den Grundannahmen Hays eigentlich widerspricht. Die Trennkost teilt die Lebensmittel also lediglich auf Basis einer relativen Gewichtung in Gruppen ein, nicht jedoch so, dass in der Kohlenhydratgruppe nur Lebensmittel enthalten sind, die ausschließlich Kohlenhydrate enthalten.

## Kritik
- Die Deutsche Gesellschaft für Ernährung (DGE) rät von der Hay’schen Trennkost ab und hält die zugrundeliegende Theorie für „wissenschaftlich nicht haltbar“. Sie verweist unter anderem darauf, dass eine Vielzahl von Lebensmitteln sowohl Kohlenhydrate als auch Proteine und Fette enthält. Sie beurteilt die Trennkost als vorwiegend lacto-vegetabile Diät. Die Empfehlung, den Fleischkonsum zu reduzieren wird jedoch begrüßt. Die Nährstoffversorgung sei bei Einhaltung nicht gesichert; es könne zu einem Vitaminmangel kommen. Des Weiteren bringe eine basenüberschüssige Kost keine belegbaren gesundheitlichen Vorteile. Eine Übersäuerung bei üblicher Mischkost sei bei Gesunden nicht zu befürchten, da die menschlichen Puffersysteme den Säure-Basen-Spiegel im Körper konstant halten. Das Fazit der DGE zur Trennkost: „Diese Vorstellungen entbehren jeder wissenschaftlichen Basis. Eine vollwertige Ernährung nach den Hayschen Lehren ist auf Dauer nur eingeschränkt möglich, da die Lebensmittelauswahl nicht ausgewogen ist.“[1]
- Das Deutsche Ernährungsberatungs- und -informationsnetz (DEBInet) schreibt: „Die Aussagen über die Verdauung und den Säure-Basen-Haushalt sind schlichtweg falsch. Eine Trennung von Eiweiß und Kohlenhydraten ist nicht möglich, weil viele Lebensmittel beide Hauptnährstoffe enthalten. Kohlenhydrat- und eiweißspaltende Enzyme werden gleichzeitig in den Darm abgegeben, so dass beim gesunden Menschen eine gleichzeitige Verdauung von Kohlenhydraten und Eiweiß gewährleistet ist.“[2]
- Aus der Sicht der meisten Ernährungswissenschaftler ist die Trennkost nicht geeignet für eine Gewichtsabnahme, weil dazu nur die Gesamtmenge der zugeführten Nahrungsenergie zähle, nicht aber die Kombination der Nahrung. Eine Studie des Schweizer Forschers Alain Golay der Universität Genf stellte dementsprechend auch keine Vorteile der Trennkost gegenüber einer üblichen Mischkost bei gleichem Energiegehalt fest.[3]
- Bei der Anwendung der Trennkost nach Hay kann es zu einem Mangel an Kalzium, Eisen (besonders kritisch bei Kindern, Schwangeren und stillenden Müttern), hochwertigen Proteinen sowie Vitaminen der B-Gruppe kommen. Es wird auch bemängelt, dass bei dieser Diät zu wenig Getreideprodukte gegessen werden.
- Die zeitliche Trennung von Proteinen und Kohlenhydraten führt zu einer „missbräuchlichen“ Verwendung von Proteinen als „Ersatz-Kohlenhydrate“ (Gluconeogenese). Dieser Vorgang kann Vorprodukte zur Harnsäure freisetzen. Harnsäure gilt als Hauptverursacher der Gicht.
- Einige Nahrungsmittel werden falsch bzw. unlogisch zu einer Gruppe zugeordnet. Kartoffeln enthalten sowohl Kohlenhydrate als auch Proteine, Käse enthält immer Proteine (unabhängig vom Fettgehalt), Quark enthält immer Proteine.
- Es trifft zwar zu, dass die Kohlenhydratverdauung schon im Mund beginnt und die Proteinverdauung erst im Magen, jedoch werden beide Nährstoffe im Wesentlichen im Dünndarm verdaut; es sind Enzyme zur gleichzeitigen Verdauung vorhanden.
- Ein ganz essenzielles Lebensmittel für Säuglinge, die Muttermilch, enthält sowohl Proteine als auch Kohlenhydrate. Wäre es für den Menschen problematisch, beides gemeinsam zu verdauen, wäre Muttermilch für Säuglinge ungeeignet.
- Der  pH-Wert eines gesunden Menschen kann kurzfristig ernährungsbedingt absinken, was jedoch sehr schnell wieder ausgeglichen werden kann. Entstehen kann eine Übersäuerung (Azidose) nur beim Fasten, bei Hochleistungssportlern, bei Stoffwechselstörungen wie Diabetes mellitus und bei eingeschränkter Nierenfunktion.